# ارنستبرون
ارنستبرون (به آلمانی: Ernstbrunn) یک منطقهٔ مسکونی در اتریش است که در ناحیه کورنویبورگ واقع شده‌است. ارنستبرون ۳٬۱۴۱ نفر جمعیت دارد.